# Петровский фонтан
Петровский фонтан — исторический (разрушенный) архитектурно оформленный источник в Крыму, располагавшийся на юго-восточной окраине Симферополя, в устье Петровской балки у подножия 50-ти метровых Петровских скал Второй гряды Крымских гор (под скалой Кая-баш), на левом берегу реки Салгир. Вода в фонтан, «ещё в незапамятные времена», была проведена по проложенному по дну балки гончарному трубопроводу от нескольких мелких родников, вытекающих из-под основания возвышенности, на которой располагался древний Неаполь Скифский, собираясь с тех же наносных водоносных слоёв, что и большинство городских колодцев. До настоящего времени сохранился родник в скале из которого вода подводится месту фонтана старым водоводом и сбрасывается в коллектор. Территория, где находился фонтан в настоящее время недоступна. Название «Петровский» закрепилось за источников (как и за окружающиму топонимами) от соседства с Петровской слободой.

## История
Во времена Крымского ханства, примерно с 1508 года, на месте будущего Петровского фонтана, располагался небольшой дворец калги-султана с садом, в котором было устроено несколько фонтанов-чешме, питавшихся водой из того же родника. 
В ходе русско-турецкой войны 1735-1739 годов во время похода 1-й армии Б. Миниха в Крым в кампанию 1736 года отряд генерал-поручика Л. В. Измайлова и генерал-майора К-.М. Бирона был послан, чтобы сжёчь и разорить Ак-Мечеть и дворец калги-султана был разрушен. Частично восстановлен и снова уничтожен после присоединения Крымского ханства к Российской империи в 1783 году.
К моменту посещения Симферополя Екатериной II в 1787 году дворец был занят русскими солдатами, которые успели уже разрушить некоторые из фонтанов в саду, но остался фонтан за оградой, «вытекающий из каменной скалы». Документы городской управы свидетельствуют, что с 1796 года, в продолжение многих лет, управа нанимала специального мастера для ремонта фонтана. Формально фонтан считался городским (общественным), но документально это закреплено не было, что позволило в 20-х годах XX века некоему дворянином Зеленкову захватить источник, отведя воду для собственных нужд.. Симферопольская управа возбудила дело о возвращении фонтана в собственность города, которое тянулось много лет, даже рассматривалось в сенате. За это время «виновник» скандала Зеленков умер, а источник, решением сената, в 1831 году, был отчуждён уже у наследницы Зеленкова, княгини Шаховской и стал городской собственностью.

В том же году, по поручению городской управы, подполковником Корпуса инженеров путей сообщения Петром Шипиловым губернатору А. И. Казначееву был представлен проект и план сооружения нового фонтана. Согласно делу «О устроении фонтана на Симферопольской городской земле подле шоссе» 1831 года, бассейн старого фонтана, дававший до 5040 вёдер воды в сутки, предлагалось соединить водоводом с несколькими источниками, находившимися выше используемого, в результате чего дебит увеличился до более чем 14 000 вёдер в сутки (примерно 2 л/с). Стоимость реконструкции была оценена в 5000 рублей и 22 августа 1831 года Новороссийский генерал-губернатор Ф. П. Пален, по представлению Казначеева, распорядился выдать требуемую сумму. Работу по устройству фонтана начались в октябре того же года, продолжались около полутора лет и 3 (15) мая 1833 года Шипилов должил губернатору о завершении строительства. В конце 1890-х годов на истоках фонтана в Петровской балке были сделаны новые каптажи и трубопровод, вместо прежнего фонтана построили железобетонный бак с водоразбором. После постройки первого городского водопровода в 1907—1908 годах Петровский фонтан был закрыт, «так как вода его не была гарантирована от засорения сточными водами Петровской балки». Время разрушения сооружений фонтана пока не установлено: В книге «Очерки Крыма» 1918 года Василий Михайлович Кузьменко писал об этом месте
По дну оврага протекает обильный кристально-чистою водою ручей, берущий своё начало из ключей в верховьях оврага, а кроме того недалеко от устья на западном склоне его, под вертикальною скалою, со стороны города выбивается ключ, обделанный в виде водоразборного колодца, изливающего по сторонам его воду железными трубами. Источник этот до устройства городского водопровода снабжал ключевою водою весь город при посредстве водовозов
 На плане Симферополя из путеводителя Э. С. Батенина 1927 года фонтан уже не обозначен — видимо, утратил всякое значение.

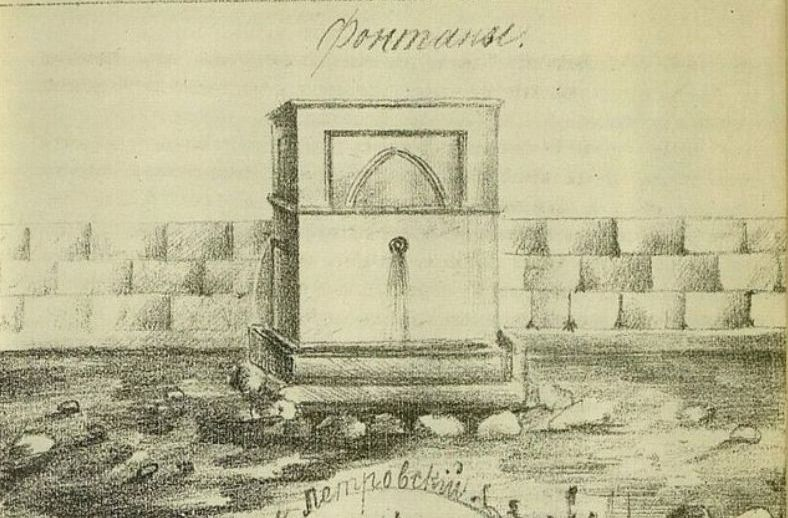
Вид первого фонтана, до 1831 года.
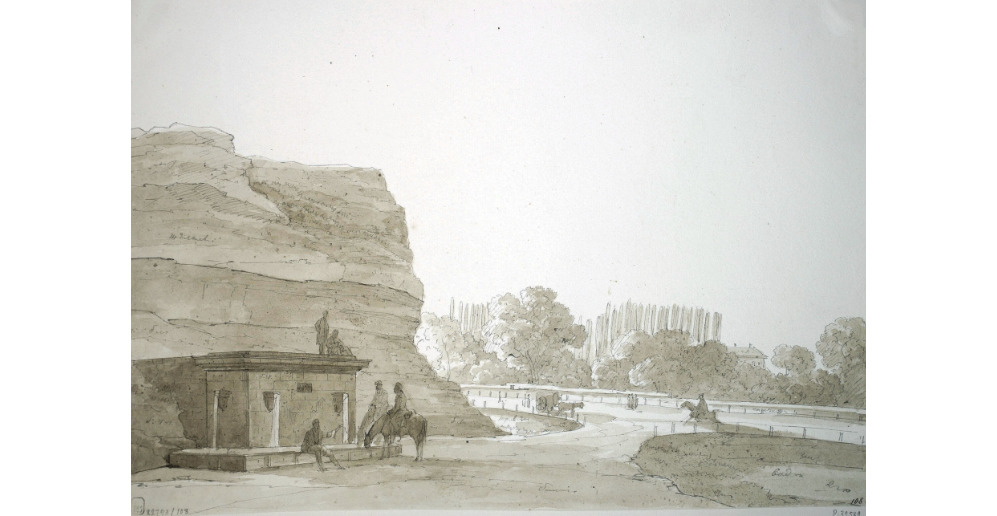
Никанор Чернецов. «В Симферополе по Салгиру». 1836 г.
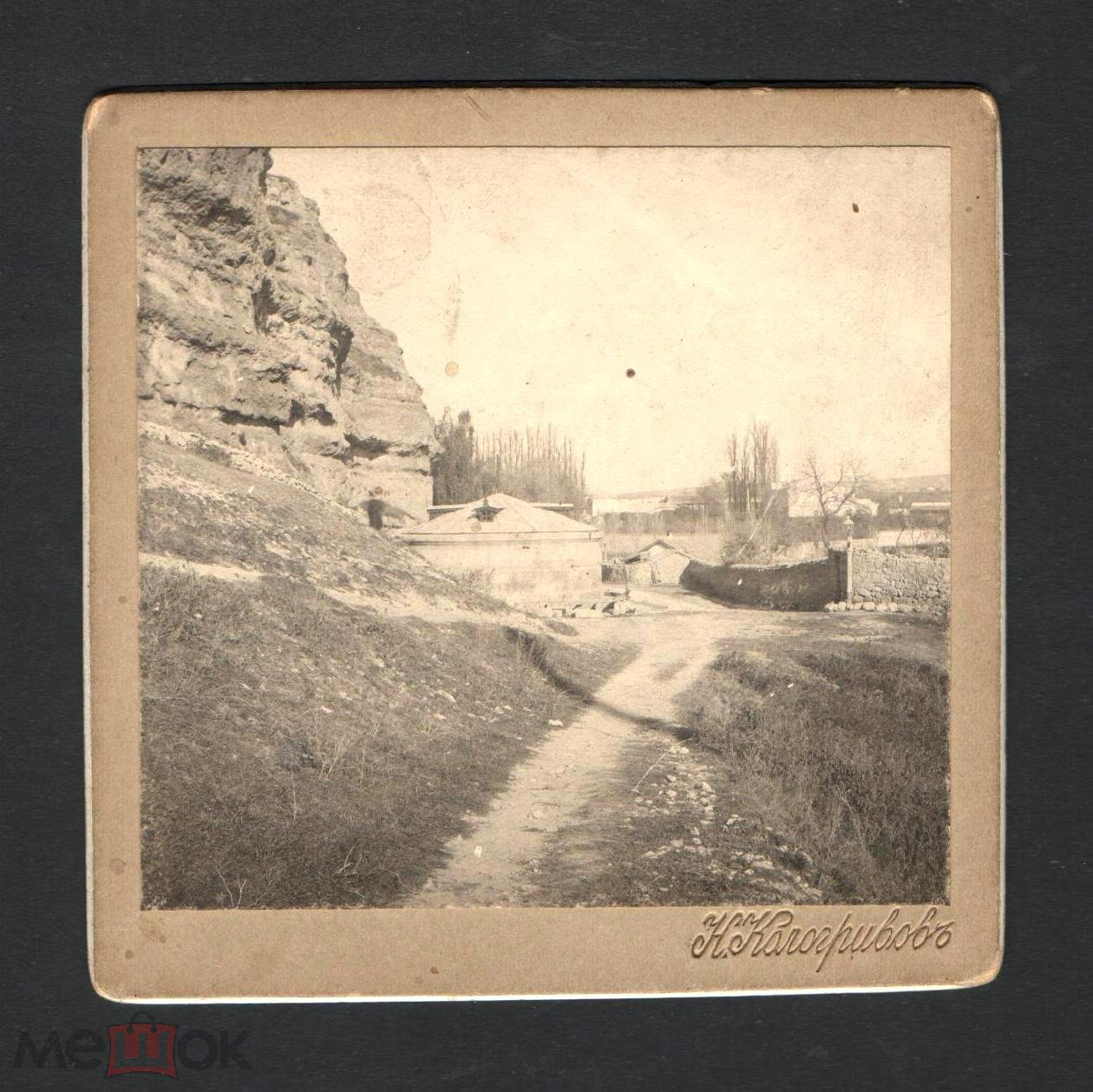
Петровский фонтан, 1910 год.

## В трудах исследователей
Пётр Симон Паллас в труде «Наблюдения, сделанные во время путешествия по южным наместничествам Русского государства в 1793—1794 годах» сообщал, что к тому времени от дворца ничего не сохранилось и упоминает «обильный источник у подножия известковых скал», воду которого использовали построенные на месте дворца пивоварни.
Пётр Кеппен в опубликованной в 1841 году на немецком языке статье «Uber die Temperatur von 130 Quellen der Taurischen Halbinsel» («О температуре 130 источников Таврического полуострова») под № 29 описал родник
Общественный фонтан перед городом, на левом берегу реки Салгир, справа от дороги на село Подгородное-Петровское, у скалы, рядом с пивзаводом. Родник этот, отведенный на 1/2 версты по глиняным трубам, присвоило себе частное лицо; однако в 1832 г. он был передан городу, обустроен и предоставлен для общего пользования.
21 сентября (3 октября) 1833 года учёный определил температуру воды в 9 °R. Вторичное обследование Кеппен провёл 13 (25) июня 1837 года, по которому температура воды в северной чаше фонтана была 10 °R (12.5 °C) — такое же значение было получено Харлампием Афанасьевичем Монастырлы при измерениях 1890 года; в южной чаше фонтана температура воды составила 11 °R, а в жёлобе перед фонтаном — 12 °R. В атласе Дюбуа де Монпере к к шеститомному сочинению «Путешествие вокруг Кавказа, к черкесам и абхазам, в Грузию, Армению и в Крым» 1843 года на плане Керменчика, под скалами, также обозначен ещё безымянный родник.